# Borbet
Borbet GmbH er en tysk producent af letmetalfælge. De har hovedkvarter i Hallenberg-Hesborn i Sauerland. 
Virksomheden Borbet blev etableret af Gustav Borbet i 1881 som et messingsmelteri i Altena. I 1928 videreudviklede Wilhelm Borbet produktionen til aluminiumsstøbning. Peter Wilhelm Borbet grundlagde i 1962 det nuværende hovedkvarter i Hallenberg-Hesborn. 
I 1977 begyndte produktionen af letmetalfælge. Fælgene produceres OEM- for bilproducenter.